# Майский (Брагинский район)
Майский (бел. Майскі) — посёлок в Угловском сельсовете Брагинского района Гомельской области Беларуси.

## География

### Расположение
В 16 км на север от Брагина, 39 км от железнодорожной станции Хойники (на ветке Василевичи — Хойники от линии Калинковичи — Гомель), 125 км от Гомеля.

## Транспортная сеть
Транспортные связи по просёлочной, затем автомобильной дороге, которая соединяет Брагин с дорогой Лоев — Речица.
Планировка состоит из короткой прямолинейной улицы меридиональной ориентации, застроенной деревянными домами усадебного типа.

## История
Основан в начале XX века. Наиболее активно застраивалась в 1920-е годы. В 1931 году организован колхоз. Во время Великой Отечественной войны в апреле 1943 года фашисты полностью сожгли посёлок и убили 7 жителей. Согласно переписи 1959 года в составе колхоза имени В. П. Чкалова (центр — деревня Рудня Журавлёва).

## Население

### Численность
- 2004 год — 14 хозяйств, 25 жителей.

### Динамика
- 1930 год — 17 дворов, 107 жителей.
- 1940 год — 18 дворов.
- 1959 год — 147 жителей (согласно переписи).
- 2004 год — 14 хозяйств, 25 жителей.